# Solvent Blue 104
Solvent Blue 104 ist eine chemische Verbindung aus der Gruppe substituierten Anthrachinone und der Anthrachinonfarbstoffe.

## Darstellung
Solvent Blue 104 erhält man durch Umsetzung von 1,4-Dichloranthrachinon mit 2,4,6-Trimethylanilin in Gegenwart von Kaliumacetat und Kupferpulver. Alternativ kann auch ein Gemisch von Chinizarin und 1,4,9,10-Anthracentetrol (Leukochinizarin) in Gegenwart von Bortrioxid in Eisessig mit 2,4,6-Trimethylanilin kondensiert und anschließend die teilweise vorliegende Leukobase zum Farbstoff oxidiert werden.

## Verwendung
Als Lösungsmittelfarbstoff wird Solvent Blue 104 beispielsweise für die Masseneinfärbung von Kunststoffen verwendet.
Durch Sulfonierung mit Oleum erhält man den Säurefarbstoff Acid Blue 80, der als Wollfarbstoff verwendet werden kann und unter der Bezeichnung CI 61585 (INCI) als Farbstoff für Kosmetika eingesetzt wird.

## Eigenschaften
Durch seine Elektronendonor-Substituenten erhöht Solvent Blue 104 die Haltbarkeit von Copolymeren aus Ethylen und Norbornen bei Bewitterungsbedingungen mit UV-Strahlung und dem vollen Sonnenspektrum.